# 彭州 (彭州市)
彭州，中国古代设置的一个州，治所在今四川省彭州市。
唐朝垂拱二年（686年）分益州置彭州，治所在九陇县（今彭州市）。《元和郡县志》称“以岷山导江，江出山处，两山相对，古谓之天彭门，因取以名州” 。土贡：段罗、交梭。户五万五千九百二十二，口三十五万七千三百八十七。曾改名为濛阳郡。下领四县：九陇县、导江县（今四川省都江堰市聚源镇导江铺）、唐昌县（武周时改为周昌县，今四川省郫县唐昌镇）、濛阳县（今四川省彭州市濛阳镇）。辖境相当今四川省彭州市、都江堰市等地。
宋朝时属成都府路。元朝至元十三年（1276年），废九陇县入彭州。属成都路。明朝洪武十年（1377年）降为彭县。1993年设县级彭州市。
唐朝彭州刺史
- 魏正见（长寿、延载年间）
- 韦慎名（武周时）
- 柳秀诚（武周时）
- 史某（武周时）
- 钟绍京（712年）
- 白知节（开元年间）
- 荔菲某（开元年间）
- 裴伯义（开元年间）
- 徐知仁（724年之前）
- 濛阳郡太守
- 高适（759年—760年）
- 萧晋（肃宗、代宗时）
- 王抡（大历初年）
- 韦士模（大历年间）
- 王纬（建中年间）
- 庾何（建中年间）
- 张蔇（784年）
- 裴察（贞元年间）
- 高霞寓（元和初年）
- 王潜（812年—813年）
- 萧祐（814年）
- 徐瑒（820年）
- 京兆公（825年—827年）
- 萧沔（大和年间）
- 李鈇（845年）
- 鲜于昊（大中年间）
- 陈会（大中年间）
- 郑允谟（咸通年间）
- 郭镠（咸通年间）
- 吴行鲁（869年—870年）
- 郑凝绩（883年）
- 宋挺（光启年间）
- 杨晟（888年—894年）
- 王宗祐（896年—897年）
- 晋晖（天复年间）
- 李侃（906年）
- 王宗翰（唐昭宗时）
- 贺默